# Pòssum pigmeu oriental
El pòssum pigmeu oriental (Cercartetus nanus) és un marsupial diprotodont del sud-est d'Austràlia. La seva distribució s'estén des del sud de Queensland fins a l'est d'Austràlia Meridional, així com Tasmània, i viu en una varietat d'hàbitats, incloent-hi jungles, boscos esclerofil·les, zones boscoses i bruguerars.